# فرانك لينز (مهندس الصوت)
فرانك لينز (بالإنجليزية: Frank Lenz)‏ هو مهندس الصوت أمريكي، ولد في 18 يونيو 1967.

## وصلات خارجية
- فرانك لينز على موقع ميوزك برينز (الإنجليزية)
- فرانك لينز على موقع ديسكوغز (الإنجليزية)